# 乔·布卢伊特
乔·布卢伊特（英語：Joe Blewitt，1895年11月1日—1954年5月30日），英国男子田径运动员。他曾代表英国参加1920年和1928年夏季奥林匹克运动会田径比赛，其中1920年奥运会获得一枚银牌。